# Stanton St Quintin
Stanton St Quintin  è un villaggio e una parrocchia civile della contea del Wiltshire che si trova a circa 4 miglia a nord di Chippenham e 5 miglia a sud di Malmesbury, Sud Ovest dell'Inghilterra, Regno Unito.

## Geografia

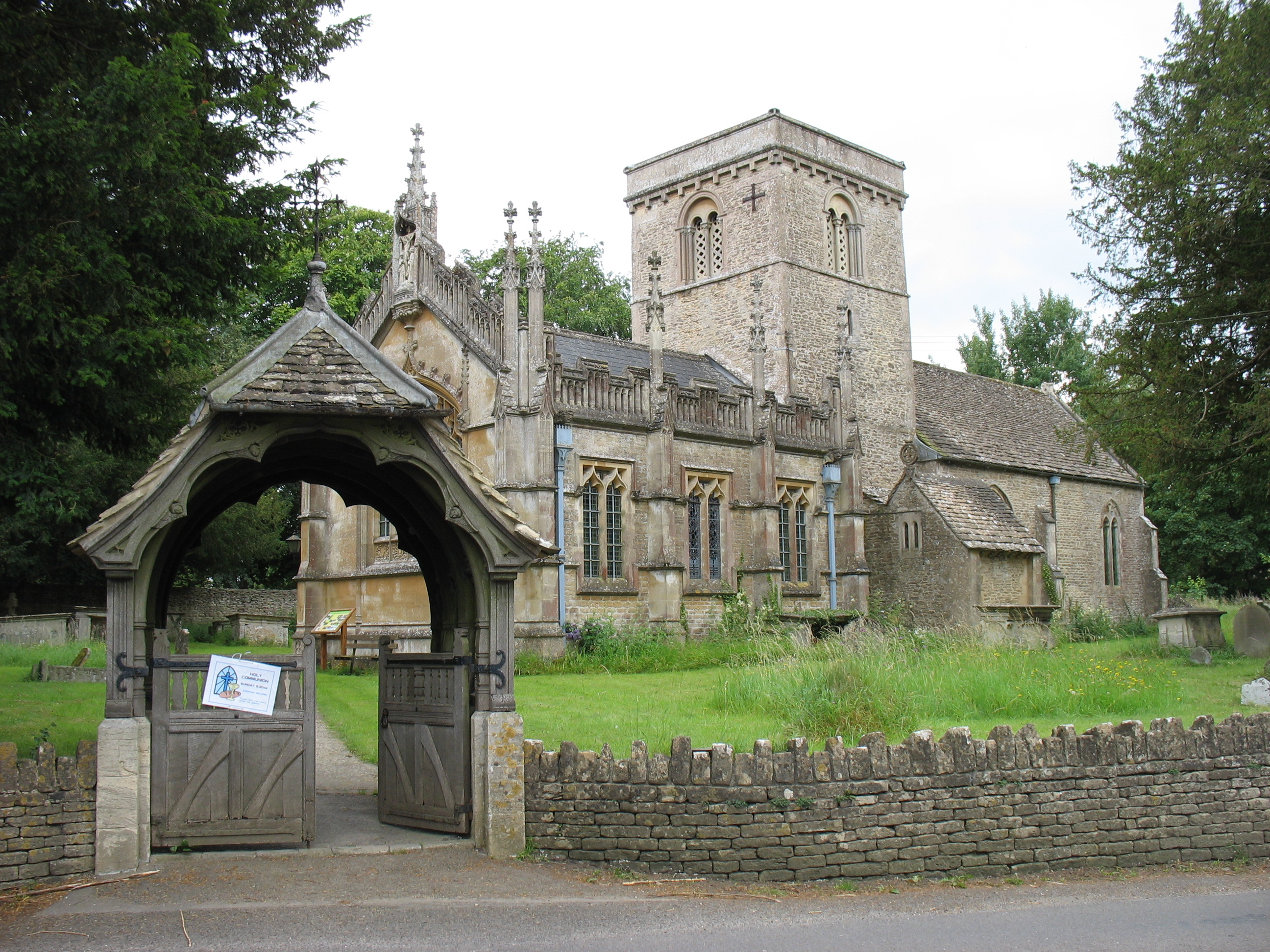
Chiesa di Sant'Egidio

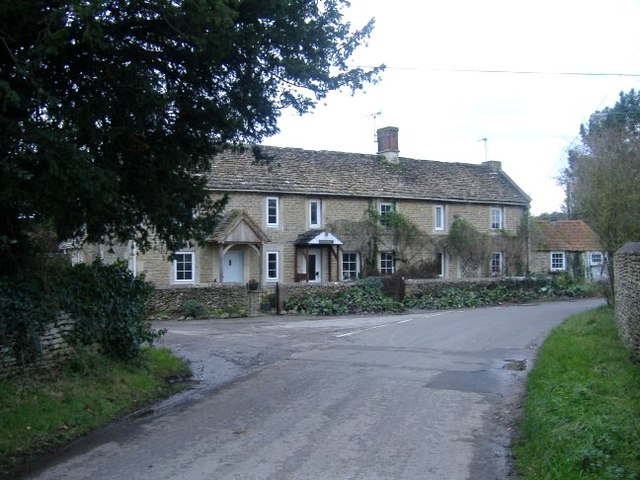
Cottage a Lower Stanton St Quintin

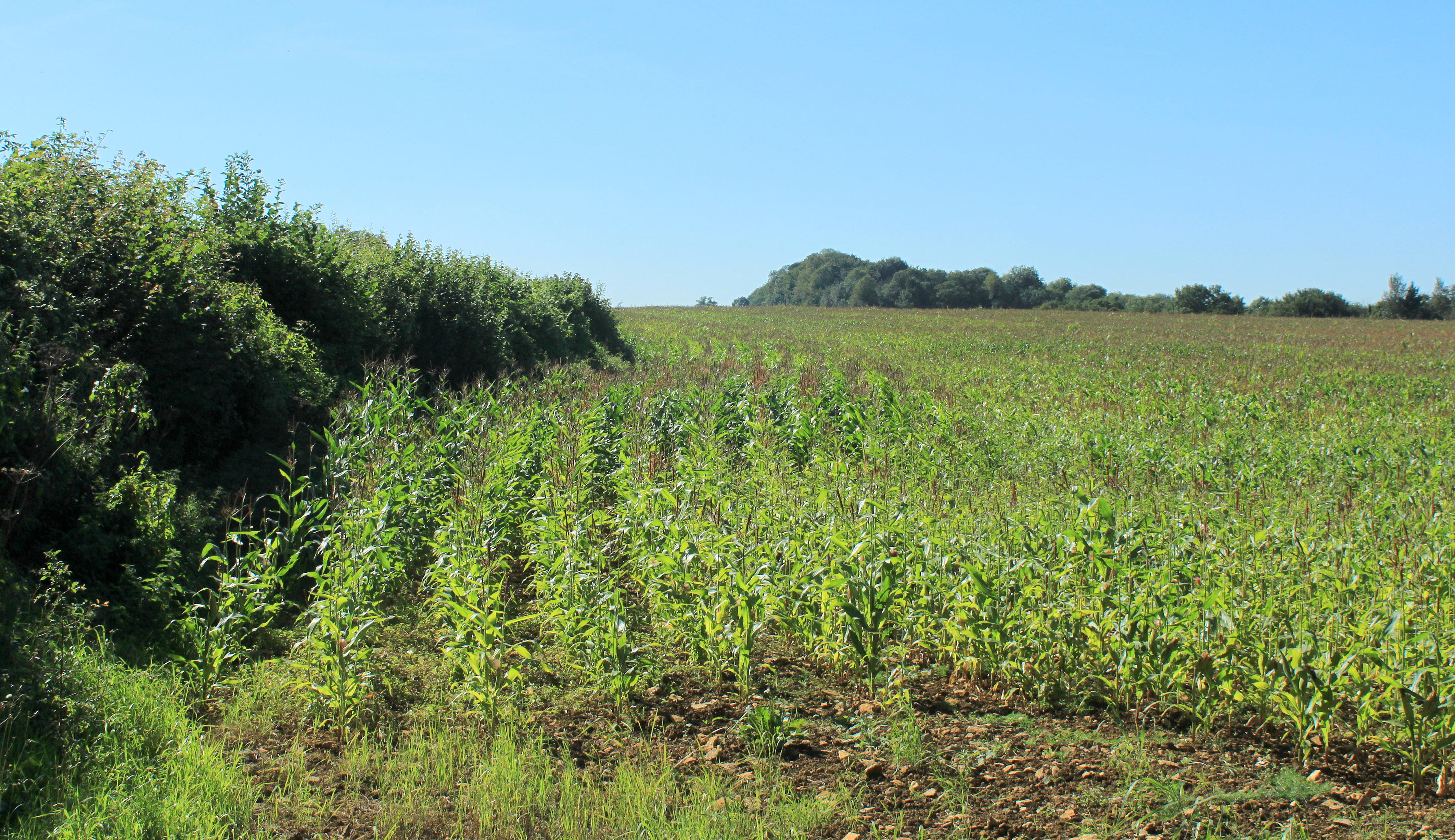
Campi nel territorio di Stanton St Quintin

Il territorio della parrocchia si estende per 5 km da est a ovest e per circa 1,75 km da nord a sud. A partire dall'inizio del XIII secolo comprendeva due diversi villaggi, nel 1223 chiamati Stanton e Nether Stanton. Il confine della parrocchia è segnato in diversi punti da brevi tratti di strada, la parte meridionale seguiva un corso d'acqua a ovest e la parte settentrionale segue un altro corso d'acqua all'estremità occidentale. Specialmente a est, tuttavia, non vi è alcuna caratteristica di rilievo che lo segni diversamente e il corso d'acqua meridionale è stato interrato quando l'autostrada Londra e Galles del sud è stata costruita lungo quel confine. I lunghi confini settentrionale e meridionale sono entrambi apparentemente antichi. A nord il confine di Stanton continua una linea che divide coppie di parrocchie più a est. A sud uno statuto menziona il corso d'acqua meridionale e il luogo in seguito chiamato Clanville. A ovest il confine fu apparentemente definito da un accordo del 1236. Un piccolo aggiustamento del confine di Stanton St. Quintin con Draycot Cerne fu effettuato nel 1882. Il territorio è caratterizzato da zone argillose ed è quasi pianeggiante. Arriva all'altezza di 118 metri a ovest, e a 77 metri a nord-est di Lower Stanton, e i due corsi d'acqua di confine attraversano la parte occidentale e si incontrano a sud di Lower Stanton. Vi sono affioramenti di sabbia di Kellaways nell'angolo nord-est.

## Storia
Il nome della parrocchia all'inizio fu Stanton, e corrispondeva al sito della chiesa, della casa padronale e della canonica. In seguito fu chiamato Upper Stanton e Nether Stanton fu il sito delle fattorie dei fittavoli e di una cappella poi chiamato Lower Stanton. Nel 1989 furono chiamati rispettivamente Stanton St. Quintin e Lower Stanton St. Quintin. Il suffisso St. Quintin, in uso già nel XIII secolo, e il suffisso alternativo FitzHugh, in uso all'inizio del XVI secolo, è legato ai cognomi dei signori del feudo. Nella parte occidentale della parrocchia si trova il sito di una villa romana. Né Upper Stanton né Lower Stanton ebbero mai molti abitanti fino al XX secolo. Upper Stanton si trova sulla strada Draycot Cerne-Grittleton, sul lato sud della quale la chiesa, che sorgeva nel XII secolo, aveva una grande casa padronale a ovest e una grande casa canonica a est. Nel 1719 e nel 1783 a Upper Stanton c'erano solo la casa padronale, la casa canonica e un'altra casa, tutte con edifici agricoli, e alcuni cottage e la chiesa. Degli edifici del 1719 sopravvive solo la chiesa. Nel 1834 c'erano la casa padronale, la casa canonica e 13 cottage e case, e di queste sopravvivono solo la casa canonica e una casa con una pietra datata 1795. Una fattoria sostituì la casa padronale intorno al 1856. Intorno al 1838 un paio di cottage, uno dei quali era utilizzato come scuola domenicale, fu costruito in stile XVII secolo sul lato nord della strada. A est un paio di cottage furono costruiti alla fine del XIX secolo. Il villaggio si espanse dopo la seconda guerra mondiale. A poca distanza a nord, nel 1950-1951, furono costruite 43 case per il personale dell'aeroporto della R.A.F. e l'addestramento al volo e alla navigazione continuò fino al 1965, da quando l'aeroporto venne dismesso. Negli anni ottanta furono costruite altre case. Lower Stanton all'inizio del XVII secolo era apparentemente più popolosa di Upper Stanton, e nel 1841 aveva il doppio degli abitanti.

## Monumenti e luoghi d'interesse
Nel territorio di Stanton St Quintin sono presenti alcuni edifici e luoghi d'interesse, tra i quali:
- Chiesa di Sant'Egidio. Il titolare è il santo patrono dei mendicanti e degli storpi e la chiesa fu originariamente costruita senza gradini. La chiesa esisteva già nel XII secolo e i piani inferiori della torre e gran parte della navata risalgono al 1125 circa. Nella parete occidentale c'è un'incisione del XII secolo raffigurante Cristo in trono con i piedi su un drago. Sopra l'arco normanno nel portico c'è la raffigurazione di San Cristoforo. Nel corso dei secoli la struttura ha subito una serie di cambiamenti significativi. La navata laterale e una piccola sagrestia furono aggiunte intorno al 1200 e si pensa che il presbiterio sia stato ricostruito nel XIII secolo e che una finestra occidentale e due finestre settentrionali siano state inserite nella navata nel XV secolo. Intorno al 1800 si dice che il presbiterio sia stato accorciato di sei piedi e nel 1826 la cima della torre fu ricostruita in stile neo-normanno. Poco dopo, la navata fu allungata di dieci piedi e la galleria occidentale sostituita. Poi, nel 1851, la navata laterale meridionale e il portico furono ricostruiti, furono aggiunti i merli alla torre e si pensa che la galleria sia stata rimossa nello stesso periodo. Nel 1889-90 il presbiterio fu ricostruito mantenendo l'arco del presbiterio originale, ed è considerato un esempio molto bello del suo genere. Il fonte battesimale, che si trova appena dentro la porta potrebbe essere normanno. Nel 1843 fu installato un organo, poi sostituito da un altro, 30 anni dopo, che si rivelò problematico e che fu a sua volta sostituito da un armonium. Nel 1928 fu sostituito da un organo restaurato originariamente all'estremità orientale della navata sud prima di essere spostato nella sua posizione attuale nel 1977. La raccolta fondi del Millennio ha permesso di riappendere e accordare le campane della chiesa e di aggiungerne un'altra. Due delle campane originali risalgono al XVII secolo e il concerto di sei campane viene suonato dai musicisti del villaggio. L'antica chiesa parrocchiale anglicana appartiene alla diocesi di Bristol e dal 20 dicembre 1960 è considerata un monumento classificato di seconda categoria.[6][7][8]
- Stanton Court, antica casa padronale che dal 25 agosto 1994 è considerata un monumento classificato di seconda categoria.[9]